# Convocazioni all'European League maschile 2014
Elenco dei giocatori convocati per l'European League 2014.

## Austria
| N° | Nome                   | Ruolo | Data di nascita   | Squadra           |
| -- | ---------------------- | ----- | ----------------- | ----------------- |
| -  | Michael Warm           | All   | 25 marzo 1968     | -                 |
| 1  | Philipp Kroiss         | L     | 2 marzo 1988      | Montpellier       |
| 3  | Peter Wohlfahrtstätter | C     | 10 marzo 1989     | Aich/Dob          |
| 5  | Martin Postl           | C     | 11 settembre 1990 | Hartberg          |
| 6  | Florian Ringseis       | L     | 9 luglio 1992     | Bühl              |
| 7  | Lorenz Koraimann       | S     | 7 maggio 1993     | Tirol             |
| 9  | Thomas Zass            | O     | 27 novembre 1989  | Foinikas Syro     |
| 10 | Anton Menner           | S     | 25 luglio 1994    | Graz              |
| 11 | Florian Ertl           | P     | 21 gennaio 1995   | Graz              |
| 12 | Alexander Berger       | S     | 29 settembre 1988 | Tirol             |
| 14 | Maximilian Thaller     | P     | 13 dicembre 1993  | Hartberg          |
| 15 | Simon Frühbauer        | S     | 19 ottobre 1988   | Klagenfurt        |
| 17 | Aleksandar Blagojević  | O     | 18 gennaio 1993   | Molfetta          |
| 18 | Thomas Tröthann        | S     | 4 maggio 1992     | Vienna hotVolleys |
| 19 | Alexander Swoboda      | C     | 10 maggio 1990    | Graz              |
| 20 | Clemens Unterberger    | C     | 22 febbraio 1994  | Hartberg          |

## Azerbaigian
| N° | Nome                | Ruolo | Data di nascita   | Squadra |
| -- | ------------------- | ----- | ----------------- | ------- |
| -  | Leonardo Silie      | All   | 12 giugno 1962    | -       |
| 1  | Vüqar Bayramov      | S     | 21 gennaio 1992   | -       |
| 2  | Tural Həsənli       | P     | 25 maggio 1993    | -       |
| 3  | Cavid Süleymanov    | O     | 26 febbraio 1989  | -       |
| 5  | Vadim Kutukov       | S     | 17 dicembre 1986  | -       |
| 6  | Kənan Allahverdiyev | L     | 15 settembre 1990 | -       |
| 7  | Emil Abdullayev     | P     | 3 febbraio 1983   | -       |
| 8  | Yevgeniy Kovalenko  | S/O   | 12 febbraio 1982  | -       |
| 9  | Pərviz Səmədov      | C     | 28 gennaio 1986   | -       |
| 10 | Dmitri Obodnikov    | C     | 30 agosto 1987    | -       |
| 11 | Asif Əliyev         | P     | 27 luglio 1989    | -       |
| 12 | Fərid Cəlalov       | S     | 4 febbraio 1987   | -       |
| 13 | Aleksey Çervyakov   | P     | 13 febbraio 1984  | -       |

## Danimarca
| N° | Nome             | Ruolo | Data di nascita   | Squadra           |
| -- | ---------------- | ----- | ----------------- | ----------------- |
| -  | Mikael Trolle    | All   | 16 giugno 1959    | -                 |
| 1  | Peter Jensen     | S     | 17 marzo 1990     | Marienlyst        |
| 2  | Kristian Knudsen | S     | 1º agosto 1979    | Çankaya           |
| 3  | Simon Bitsch     | L     | 22 dicembre 1990  | Middelfart        |
| 4  | Sigurd Varming   | S/O   | 19 febbraio 1994  | Marienlyst        |
| 6  | Aske Sørensen    | C     | 20 aprile 1993    | Mitteldeutschland |
| 7  | Daniel Thomsen   | C     | 4 febbraio 1985   | Marienlyst        |
| 8  | Axel Jacobsen    | P     | 10 luglio 1984    | Bühl              |
| 9  | Phillip Özari    | L     | 26 giugno 1993    | -                 |
| 10 | Mads Møllgaard   | S     | 7 maggio 1995     | Gentofte          |
| 11 | Nicolai Hjøllund | P     | 2 novembre 1989   | Randers Volley    |
| 15 | Peter Bonnesen   | S/O   | 16 marzo 1993     | Narbonne          |
| 16 | Steen Sørensen   | S     | 14 settembre 1988 | -                 |
| 17 | Rasmus Nielsen   | S     | 22 maggio 1994    | Middelfart        |
| 18 | Rune Huss        | C     | 18 maggio 1989    | Marienlyst        |
| 20 | Thomas Pedersen  | S/O   | 25 giugno 1980    | Randers Volley    |

## Grecia
| N° | Nome                     | Ruolo | Data di nascita   | Squadra                  |
| -- | ------------------------ | ----- | ----------------- | ------------------------ |
| -  | Sotiris Drikos           | All   | 4 ottobre 1968    | -                        |
| 1  | Nikolaos Papaggelopoulos | C     | 17 novembre 1988  | Kīfisia                  |
| 2  | Mitar Đurić              | O     | 25 aprile 1989    | Halkbank                 |
| 3  | Īraklīs Papadopoulos     | O     | 2 settembre 1991  | AEK Atene                |
| 5  | Dmytro Filippov          | P     | 4 dicembre 1990   | Jastrzębski Węgiel       |
| 7  | Giōrgos Stefanou         | L     | 12 gennaio 1991   | Olympiakos               |
| 8  | Kōnstantinos Stivachtīs  | P     | 22 maggio 1980    | Panathīnaïkos            |
| 9  | Menelaos Kokkinakīs      | S     | 21 gennaio 1993   | Olympiakos               |
| 10 | Athanasios Prōtopsaltīs  | S     | 12 settembre 1993 | Kīfisia                  |
| 11 | Giōrgos Tzioumakas       | O     | 23 gennaio 1995   | Piemonte                 |
| 12 | Nikītas Efraimidīs       | L     | 11 febbraio 1989  | Lamia                    |
| 13 | Iōannīs Takouridis       | C     | 24 maggio 1988    | Foinikas Syro            |
| 14 | Panagiōtīs Pelekoudas    | C     | 8 novembre 1989   | Foinikas Syro            |
| 15 | Rafaīl Koumentakīs       | S     | 5 maggio 1993     | Porto Robur Costa        |
| 17 | Anestīs Dalakouras       | S     | 16 giugno 1993    | Ethnikos Alexandroupolīs |
| 18 | Gerasimos Kanellos       | C     | 25 agosto 1987    | Pamvochaïkos             |
| 19 | Dīmītrīs Zīsīs           | L     | 2 aprile 1994     | Pamvochaïkos             |
| 22 | Nikolaos Aggelopoulos    | S     | 6 novembre 1988   | Ethnikos Alexandroupolīs |
| 24 | Nikolaos Palentzas       | O     | 6 aprile 1991     | PAOK                     |

## Macedonia del Nord
| N° | Nome               | Ruolo | Data di nascita   | Squadra              |
| -- | ------------------ | ----- | ----------------- | -------------------- |
| -  | Zarko Ristovski    | All   | 25 luglio 1975    | Nea Salamis          |
| 1  | Darko Angelovski   | L     | 4 febbraio 1994   | -                    |
| 2  | Ǵorǵi Ǵorǵiev      | P     | 22 maggio 1992    | Marek Junion-Ivkoni  |
| 4  | Nikola Ǵorǵiev     | S/O   | 23 luglio 1988    | Maliye Milli Piyango |
| 5  | Vlado Milev        | S     | 9 maggio 1987     | -                    |
| 6  | Filip Despotovski  | P     | 2 luglio 1986     | -                    |
| 8  | Aleksandar Ljaftov | S     | 15 agosto 1990    | -                    |
| 9  | Jovica Simovski    | S/O   | 17 novembre 1982  | Gazélec Ajaccio      |
| 10 | Risto Klopcheski   | C     | 19 maggio 1993    | -                    |
| 13 | Risto Nikolov      | C     | 5 ottobre 1990    | -                    |
| 15 | Vuk Karanovikj     | S     | 18 dicembre 1987  | -                    |
| 17 | Zoran Gjorgjevski  | C     | 20 marzo 1981     | -                    |
| 18 | Vase Mihailov      | L     | 15 settembre 1986 | -                    |

## Montenegro
| N° | Nome              | Ruolo | Data di nascita  | Squadra             |
| -- | ----------------- | ----- | ---------------- | ------------------- |
| -  | Slobodan Boškan   | All   | 18 agosto 1975   | -                   |
| 1  | Aleksandar Minić  | S/O   | 9 novembre 1986  | Paykan              |
| 2  | Simo Dabović      | P     | 9 aprile 1987    | Arīs Salonicco      |
| 3  | Luka Babić        | C     | 7 luglio 1994    | Budućnost Podgorica |
| 4  | Gojko Ćuk         | C     | 10 ottobre 1988  | Unirea Dej          |
| 5  | Rajko Strugar     | P     | 11 aprile 1985   | Vojvodina           |
| 6  | Vojin Ćaćić       | S     | 31 marzo 1990    | Rennes              |
| 8  | Nikola Lakčević   | L     | 14 luglio 1995   | -                   |
| 10 | Balša Radunović   | S     | 12 agosto 1992   | Patrōn              |
| 11 | Božidar Ćuk       | S     | 13 giugno 1992   | Narbonne            |
| 13 | Vuk Medenica      | S/O   | 14 febbraio 1989 | Studenti Tirana     |
| 16 | Marko Vukašinović | S     | 30 luglio 1993   | Budućnost Podgorica |
| 17 | Ivan Ječmenica    | C     | 17 marzo 1990    | Budvanska rivijera  |
| 18 | Miloš Ćulafić     | S/O   | 13 agosto 1986   | Arago de Sète       |

## Polonia
| N° | Nome               | Ruolo | Data di nascita   | Squadra              |
| -- | ------------------ | ----- | ----------------- | -------------------- |
| -  | Andrzej Kowal      | All   | 27 febbraio 1971  | Asseco Resovia       |
| 1  | Jan Nowakowski     | C     | 17 maggio 1994    | Łuczniczka Bydgoszcz |
| 3  | Michał Żurek       | L     | 3 giugno 1988     | AZS Olsztyn          |
| 4  | Przemysław Stępień | P     | 7 febbraio 1994   | Trefl Gdańsk         |
| 6  | Michał Kaczyński   | S     | 6 febbraio 1993   | AZS Częstochowa      |
| 7  | Jakub Wachnik      | S     | 16 febbraio 1993  | Czarni Radom         |
| 8  | Bartłomiej Bołądź  | S/O   | 28 settembre 1994 | Czarni Radom         |
| 9  | Maciej Muzaj       | S/O   | 21 maggio 1994    | Skra Bełchatów       |
| 10 | Michał Filip       | S     | 31 agosto 1994    | Asseco Resovia       |
| 13 | Michał Kędzierski  | P     | 9 agosto 1994     | Czarni Radom         |
| 14 | Sławomir Stolc     | S     | 23 gennaio 1993   | Trefl Gdańsk         |
| 15 | Mateusz Bieniek    | C     | 5 aprile 1994     | Effector Kielce      |
| 16 | Piotr Hain         | C     | 26 febbraio 1991  | AZS Olsztyn          |
| 18 | Dawid Dryja        | C     | 21 luglio 1992    | Effector Kielce      |
| 21 | Adam Kowalski      | L     | 16 settembre 1994 | Czarni Radom         |

## Romania
| N° | Nome                | Ruolo | Data di nascita  | Squadra               |
| -- | ------------------- | ----- | ---------------- | --------------------- |
| -  | Dănuț Pascu         | All   | 8 maggio 1964    | Universitatea Craiova |
| 1  | Codrin Mocanu       | C     | 29 agosto 1993   | -                     |
| 2  | Andrei Tebies       | S     | 14 maggio 1989   | Zalău                 |
| 3  | Ciprian Matei       | S/O   | 24 aprile 1989   | Nice                  |
| 4  | Răzvan Olteanu      | C     | 20 aprile 1991   | -                     |
| 5  | Răzvan Mihalcea     | C     | 25 febbraio 1988 | Zalău                 |
| 6  | Mihai Mărieş        | L     | 21 marzo 1988    | -                     |
| 7  | Mihai Dumitrache    | S/O   | 8 aprile 1986    | Universitatea Craiova |
| 9  | Marian Bala         | S     | 12 marzo 1990    | Zalău                 |
| 10 | Cristian Bartha     | P     | 29 novembre 1985 | -                     |
| 11 | Laurențiu Lică      | S/O   | 11 febbraio 1980 | Universitatea Craiova |
| 12 | Dan Borota          | S     | 9 luglio 1984    | Nice                  |
| 13 | Cristian Dinca      | S     | 23 agosto 1988   | -                     |
| 15 | Andrei Georgescu    | P     | 22 marzo 1991    | Zalău                 |
| 16 | Adrian Aciobăniţei  | S     | 24 agosto 1997   | Tomis Costanza        |
| 19 | Gabriel Cherbeleață | S/O   | 4 maggio 1991    | Zalău                 |
| 20 | Robert Vologa       | C     | 11 giugno 1996   | Tomis Costanza        |

## Slovenia
| N° | Nome             | Ruolo | Data di nascita  | Squadra           |
| -- | ---------------- | ----- | ---------------- | ----------------- |
| -  | Luka Slabe       | All   | 14 luglio 1977   | ACH Volley        |
| 3  | Jan Planinc      | S     | 10 febbraio 1990 | -                 |
| 5  | Alen Šket        | S/O   | 28 marzo 1988    | Modena            |
| 6  | Mitja Gasparini  | S/O   | 26 giugno 1984   | BluVolley Verona  |
| 8  | Miha Plot        | L     | 11 maggio 1987   | Callipo           |
| 10 | Dane Mijatovič   | C     | 5 febbraio 1992  | -                 |
| 11 | Danijel Koncilja | C     | 4 settembre 1990 | Aich/Dob          |
| 12 | Jan Klobučar     | S     | 11 dicembre 1992 | ACH Volley        |
| 13 | Jani Kovačič     | L     | 14 giugno 1992   | Aich/Dob          |
| 14 | Jan Pokeršnik    | S     | 15 dicembre 1989 | ACH Volley        |
| 16 | Gregor Ropret    | P     | 1º marzo 1989    | ACH Volley        |
| 17 | Tine Urnaut      | S/O   | 3 settembre 1988 | Arkas             |
| 18 | Klemen Čebulj    | S     | 21 febbraio 1992 | Porto Robur Costa |
| 19 | Matija Jereb     | P     | 4 ottobre 1991   | -                 |
| 20 | Uroš Pavlović    | C     | 30 marzo 1992    | -                 |
| 21 | Tonček Štern     | S/O   | 14 novembre 1995 | Kamnik            |
| 22 | Jan Kozamernik   | C     | 24 dicembre 1995 | -                 |

## Turchia
| N° | Nome             | Ruolo | Data di nascita   | Squadra        |
| -- | ---------------- | ----- | ----------------- | -------------- |
| -  | Salih Tavacı     | All   | 5 aprile 1980     | -              |
| 1  | Mustafa Koç      | C     | 23 febbraio 1992  | Arkas          |
| 2  | Burak Hazırol    | L     | 10 marzo 1991     | Fenerbahçe     |
| 3  | Gökhan Gökgöz    | S     | 6 gennaio 1993    | Arkas          |
| 4  | Metin Toy        | O     | 3 maggio 1994     | Fenerbahçe     |
| 5  | Ediz Fırıncıoğlu | S     | 25 settembre 1993 | Fenerbahçe     |
| 7  | Burak Güngör     | S     | 28 luglio 1993    | Ziraat Bankası |
| 8  | Murat Aslan      | S     | 13 dicembre 1986  | İnegöl         |
| 9  | Hakkı Çapkınoğlu | C     | 20 luglio 1990    | Arkas          |
| 10 | Hakan Polat      | C     | 11 febbraio 1989  | Konak          |
| 12 | Uğur Güneş       | C     | 11 agosto 1993    | Fenerbahçe     |
| 13 | Emre Savaş       | C     | 7 marzo 1995      | Çankaya        |
| 16 | İbrahim Emet     | C     | 15 gennaio 1986   | Galatasaray    |
| 17 | Murat Yenipazar  | P     | 1º gennaio 1993   | İstanbul BB    |
| 18 | Ufuk Minici      | O     | 20 gennaio 1991   | Arkas          |
| 20 | Erden Çevikel    | P     | 20 ottobre 1992   | Fenerbahçe     |
| 21 | Murat Karakaya   | L     | 27 giugno 1987    | Ziraat Bankası |
| 22 | Melih Siratca    | S     | 18 febbraio 1996  | Galatasaray    |